# Долна Крушица
Вижте пояснителната страница за други значения на Крушица.
До̀лна Кру̀шица е село в Югозападна България. То се намира в община Петрич, област Благоевград.

## География
Село Долна Крушица се намира в планински район. Разположено е на 5 километра северно от ГКПП "Златарево" в южните склонове на Огражден, непосредствено до границата със Северна Македония. Селото се намира на 508 m надморска височина. То е едно от 55-те села в община Петрич. От селото може да се насладиш на китните панорамни гледки към на планините Беласица и Огражден. В близост до Долна Крушица се намира село Гега.
В миналото селото се е състояло от две махали – Горна и Долна Крушица. Горна Крушица се е намирала на 3 километра северно от сегашнато село. Постепенно Горна Крушица е изоставена. Там все още могат да се видят части от зидове.

## История
Селото се споменава в османски дефтер от 1570 година с името Крушица. През същата година в него живеят 1 мюсюлманско и 78 християнски домакинства.
През XIX век е малко чисто българско чифликчийско селище, числящо се към Петричка кааза. В „Етнография на вилаетите Адрианопол, Монастир и Салоника“, издадена в Константинопол в 1878 година и отразяваща статистиката на населението от 1873 година, Крушица (Crouchitza) е посочено като село с 32 домакинства със 112 жители българи.
Според статистиката на Васил Кънчов („Македония. Етнография и статистика“) от 1900 година село Долна Крушица е населявано от 100 жители, всички българи-християни. Според статистиката на секретаря на Българската екзархия Димитър Мишев („La Macédoine et sa Population Chrétienne“) в 1905 година населението на селото се състои от 96 българи екзархисти.
При избухването на Балканската война пет души от Долна и Горна Крушица са доброволци в Македоно-одринското опълчение.

## Население

### Етнически състав
Преброяване на населението през 2011 г.
Численост и дял на етническите групи според преброяването на населението през 2011 г.:
|                     | Численост |
| Общо                | 194       |
| Българи             | 191       |
| Турци               | -         |
| Цигани              | -         |
| Други               | -         |
| Не се самоопределят | -         |
| Неотговорили        | 3         |

## Културни и природни забележителности
На 16 октомври 2010 година е осветена първата и единствена църква в селото „Свети Димитър“.

## Личности
Родени в Долна Крушица
- Миладин Тренчев, български революционер, войвода на ВМОК, македоно-одрински опълченец, роден в Долна или Горна Крушица
- Христо Стоименов, доброволец в четата на Иван Атанасов – Инджето през Сръбско-българската война в 1885 година[8]
- Христо Тренчев, македоно-одрински опълченец, четата на Миладин Тренчев, роден в Долна или Горна Крушица[9]